# Aleksandar III., papa
Papa Aleksandar III. (oko 1100. – 1105. – 30. kolovoza 1181.) rođen kao Rolando (ili Orlando) Bandinelli, bio je papa od 1159. do 1181. godine.

## Životopis
Rođen je u Sieni. U listopadu 1150. papa Eugen III. proglasio ga je đakonom, da bi poslije postao kardinal. 1153. godine postao je papin savjetnik i bio je vođa kardinala, koji su bili protiv Barbarosse. Pregovarao je za mirne odnose između Rima i Kraljevine Sicilije.
7. rujna 1159. izabran je za nasljednika pape Hadrijana IV. većinom glasova. Ostali kardinali su glasovali za svećenika Oktavijana koji je postao protupapa Viktor IV. (1159. – 1164). Ovaj protupapa kao i njegovi nasljednici su imali carsku podršku, ali nakon poraza kod Legnana (1176.), Barbarossa je konačno priznao Aleksandra III. za papu.
Aleksandar III. je bio prisiljen dva puta otići iz Rima. Prvi put od 1162. do 1165. kada je bio u Francuskoj, a drugi put 1167. – 1178. kada je živio u gradovima Gaeti, Beneventu, Anagniju i Mletcima.
Papa Aleksandar III. bio je prvi papa, koji je obraćao pažnju na misionarski rad istočno od Baltičkog mora.
Papa Aleksandar III. bio je prvi papa koji je posjetio hrvatske krajeve, 13. ožujka, 1177. godine. Posjetio je Palagružu, Vis, Zadar i Rab. U Zadru ga je dočekalo mnoštvo pjevajući hrvatske pjesme a u Rabu je posvetio katedralu. Taj posjet, tijekom kojega je u Zadru bio čak tri dana, dogodio se zbog nevere na njegovu putu do Mletcima gdje je sklopio sporazum s Fridrikom Barbarossom.
Taj događaj je opisao kardinal Bozon, iz papine pratnje, ovako:
| Prethodnik:  | Aleksandar III., papa | Nasljednik: |
| Hadrijan IV. | Aleksandar III., papa | Lucije III. |